# Mauro Cía
Mauro Cía (n. 12 iunie 1919, Buenos Aires, Argentina – d. 3 ianuarie 1990, Buenos Aires, Argentina) a fost un boxer ce a reprezentat Argentina, medaliat olimpic. A participat la o ediție a Jocurilor Olimpice (1948) în care a câștigat o medalie de bronz.

## Participări
Lista de mai jos prezintă principalele competiții la care a participat Mauro Cía de-a lungul carierei.
- boxing at the 1948 Summer Olympics – light heavyweight[*]